# Huset vid vägens ände
Huset vid vägens ände är en svensk skräckfilm från 2009.

## Handling
Fyra konststuderande ungdomar hyr ett hus långt bort från civilisationen för att i lugn och ro kunna ägna sig åt sitt skapande.
I början verkar det vara en idyllisk plats för kreativitet, men snart börjar mystiska saker att inträffa. Någonting har väntat på dem.

## Om filmen
Huset vid vägens ände började spelas in redan år 2002 och visades på Göteborgs Film Festival år 2003 i kortfilms-format. 2009 beslöt sig regissörerna Martin Kjellberg och Nils Wåhlin att göra färdigt filmen och långfilmsversionen av filmen släpptes på DVD i januari 2010. Filmen som är listad på IMDb är kortfilms-versionen vilket är varför filmen står listad som producerad 2003 och inte 2009.

## Distribution
Eventity Entertainment släppte filmen på DVD i Sverige 20 januari 2010. I Norge släpptes den av EuropaVideo den 27 januari 2010 under titeln Kjelleren. Filmen förväntas släppas under första halvåret av 2010 även i Danmark (under titeln Kælderen) och i Finland (under titeln Kellari). Filmen har även hittat distribution i Frankrike och Japan och representeras internationellt av säljsagenturen DC-Medias.